# Devils Den Lake
Devils Den Lake är en sjö i Kanada.   Den ligger i provinsen British Columbia, i den sydvästra delen av landet, 3 700 km väster om huvudstaden Ottawa. Devils Den Lake ligger 80 meter över havet.
I omgivningarna runt Devils Den Lake växer i huvudsak barrskog. Runt Devils Den Lake är det mycket glesbefolkat, med 3 invånare per kvadratkilometer.